# Lavangeot
Lavangeot ist eine französische Gemeinde im Département Jura in der Region Bourgogne-Franche-Comté. Sie gehört zum Arrondissement Dole und zum Kanton Authume.

## Geografie
Lavangeot liegt 13 Kilometer nordöstlich von Dole. Die Gemeindegrenze zu Romange verläuft entlang der Autoroute A36 bzw. Europastraße 60, genannt „La Comtoise“. Die weiteren Nachbargemeinden sind Lavans-lès-Dole und Audelange. An der südöstlichen Gemeindegrenze verläuft das Flüsschen Arne zum Doubs.

## Bevölkerungsentwicklung
| Jahr                       | 1962 | 1968 | 1975 | 1982 | 1990 | 1999 | 2008 | 2017 |
| -------------------------- | ---- | ---- | ---- | ---- | ---- | ---- | ---- | ---- |
| Einwohner                  | 96   | 101  | 121  | 128  | 196  | 157  | 116  | 138  |
| Quellen: Cassini und INSEE |      |      |      |      |      |      |      |      |